# 侯慶遠
侯慶遠（1553年—？），字公善，號樂庵，山東兖州府滕縣人，軍籍，明朝政治人物。

## 生平
萬曆元年（1573年）癸酉科山東鄉試第四十三名。萬曆十一年（1583年）登癸未科第三甲第一百三十二名進士。兵部觀政，本年授大同知县，十二年丁忧归，十五年起补直隶滑县，皆有循良声。十九年行取，選擢工科给事中，二十一年升兵科右给事中，丁憂归。二十五年复補原官，二十六年升户科左，本年升刑科都给事中，二十七年復称病乞归。三十一年補工科都给事中，三十二年主考，七月调任吏科都，三十三年十二月升太常寺少卿，三十四年奉命册封鲁府阳信王朱以澍，三十八年以擅自离职被弹劾，降三级。

## 家族
曾祖父侯臣；祖父侯騏；父親侯維寧。母孫氏。重庆下。弟廕遠、庇遠、庶遠。